# 68 Batalion Saperów
68 batalion saperów (68 bsap) – samodzielny pododdział wojsk inżynieryjno-saperskich ludowego Wojska Polskiego. 
Terytorialnie należał do Warszawskiego Okręgu Wojskowego.
Wchodził w skład 9 Korpusu Piechoty (1951-1953), a następnie 9 Korpusu Armijnego (1953-1956).
Stacjonował w Krasnymstawie.